# Fëa y hröa
El fëa y el hröa (plurales fëar, pronunciado [ˈfɛ.ar], y hröar, pronunciado [ˈɹ̥ɔ.ar], respectivamente) son dos conceptos manejados por el escritor británico J. R. R. Tolkien en las historias de su legendarium. Tolkien describe a los hijos de Ilúvatar (elfos y humanos) con dos partes: el fëa, que es en cierto modo equivalente al ‘alma’ o al ‘espíritu’ y procede del Fuego Secreto de Ilúvatar; y el hröa o ‘cuerpo’, hecho de la materia de Arda (erma). Según los elfos, un fëa es impotente sin su hröa, y, por otra parte un hröa moriría sin su fëa.

## El destino de los elfos
El destino de los elfos es vivir mientras el Arda exista; están atados al mundo y no lo pueden abandonar. A diferencia de los hombres, los elfos no mueren de enfermedad ni de vejez. Sin embargo, sí pueden morir por causas violentas o perder el deseo de vivir, por luto, pena o hastío. Cuando un elfo muere, su fëa sale de su hröa, y este último «muere». El fëa, sin embargo, es convocado a las Estancias de Mandos, donde se le juzga. Sin embargo, como con la muerte no desaparece su libre albedrío, los elfos pueden ignorar esa convocatoria de Mandos.
Si el juicio de Mandos es favorable, el fëa puede reencarnarse, o más bien «repersonificarse», en un cuerpo idéntico al hröa previo. Durante un tiempo, Tolkien manejó la idea de que esa «repersonificación» se producía en forma de recién nacido, es decir, como una auténtica reencarnación; pero en los años 1950 abandonó esa idea, decantándose por una «repersonificación» adulta.
Por el contrario, un fëa puede decidir permanecer en las Estancias de Mandos o, si el juicio de Mandos le es desfavorable, éste le puede negar la «repersonificación». Esto último sólo ocurre normalmente si el elfo ha hecho mucho mal en vida, o si es un noldo sometido a la Maldición de Mandos. En tal caso el fëa quizás tenga que esperar mucho tiempo en las Estancias o quizás nunca se le permita alejarse de Mandos. Un ejemplo sería Fëanor (cuyo nombre contiene casualmente el formante fëa, ‘fuego’), líder de los noldor. 
Un caso singular es el de Glorfindel, un elfo noldo que murió en batalla durante la Primera Edad del Sol, y es el único personaje al que Tolkien permitió regresar a la Tierra Media (probablemente hacia el 1600 S. E.), y que todavía vivía a fines de la Tercera Edad. El caso es notable por dos razones: en primer lugar, porque Glorfindel era un noldo sometido, por tanto, a la Maldición de Mandos; y en segundo lugar porque los elfos «repersonificados» raramente abandonaban Aman y viajaban hasta la Tierra Media.

## La situación de los hombres
La situación de los hombres es radicalmente diferente a la de los elfos: un fëa humano sólo es un visitante en Arda, y cuando su hröa muere, su fëa sale del mundo completamente, tras una breve comparecencia ante Mandos. Por esta razón se dice que «los destinos de los hombres y de los elfos están divididos». La elección de los medio elfos es una del fëa, no del hröa. Lúthien es el único personaje de la raza de los elfos al que Tolkien le permitió escoger «el destino de los hombres» junto a su amor humano Beren, y que su fëa se difuminase de Arda y fuese perdido por sus parientes. Beren, por su parte, une otra singularidad: murió dos veces, pues tras la primera se le permitió «repersonificarse» como a un elfo y regresar junto a Lúthien a la Tierra Media durante un tiempo. Tuor, el hijo de Huor, constituye otra excepción única entre los hombres: se le permitió una «conversión espiritual» mediante la que su fëa se contó entre los de los elfos. 
Originalmente los hombres, como los númenóreanos de la Segunda Edad, podían «abandonarse a sí mismos: morir a su libre albedrío, e incluso por deseo, en estel». Estel es un tipo de esperanza, la «confianza en Eru». Pero Melkor introdujo en los hombres el miedo a la muerte, de forma que estos empezaron a temerla, en vez de aceptar con alegría ese «regalo de Eru». En la Cuarta Edad, el rey Aragorn (al que se llamaba también Estel), recuperó esa capacidad de sus antepasados y abandonó Arda cuando así lo deseó.
Al proceder los hröar de la materia de Arda corrompida por Morgoth, albergan esa corrupción, a lo que Tolkien se refirió en una ocasión como un Melkoringredient (‘ingrediente de Melkor’). Esto explica por qué era más fácil para Morgoth corromper a los hombres que a los elfos: los fëar humanos tienen mucho menos control sobre sus hröar que los élficos.

## Otras razas
No sólo los hijos de Ilúvatar poseen fëa: también les fue otorgado a los ents y a algunos animales, tales como al podenco Huan, y quizás también a Gwaihir y el resto de las grandes águilas.
Cuando Ilúvatar adoptó a los hijos de Aulë, los enanos, les otorgó también su propio fëa, en una situación similar a la de los hombres.